# Kippscher Apparat

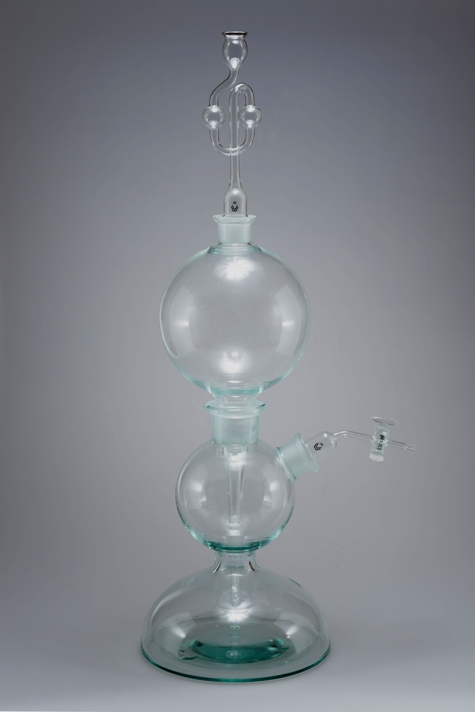
Ein leerer Kippscher Apparat aus Glas mit Hahn und Gärröhrchen

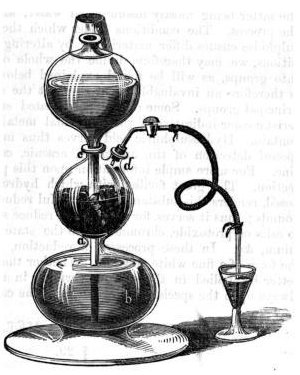
Prinzipieller Aufbau (gefüllter Apparat)

Mit einem Kippschen Apparat können verschiedene Gase zum Gebrauch im Labor hergestellt werden. Die Gase entstehen in der benötigten Menge direkt aus der chemischen Reaktion eines Festkörpers mit einer Flüssigkeit.
Das Gerät wurde von dem Delfter Apotheker Petrus Jacobus Kipp (1808–1864) Anfang der 1840er-Jahre erfunden und 1844 veröffentlicht. Der Apparat fand in Laboratorien und für chemische Demonstrationen in Schulen bis weit in die zweite Hälfte des 20. Jahrhunderts Verwendung. Seither wird es kaum mehr verwendet, da es alle gängigen Gase auch in kleinen Gasflaschen zu kaufen gibt. Diese Gase sind reiner und vor allem im Gegensatz zu den im Kippschen Apparat erzeugten Gasen trockener.

## Aufbau und Funktionsweise
Der Kippsche Apparat besteht aus drei übereinander angeordneten Glasballons. Der obere hat oben eine Öffnung, die oft mit einem Gärröhrchen verschlossen wird, und unten ein Steigrohr, das bis nahe an den Boden des untersten Glasballons reicht. Der obere Ballon ist abnehmbar und muss gasdicht auf den mittleren Ballon aufgesetzt werden, der seitlich ein Rohr mit Sperrhahn zum Entnehmen des Gases besitzt und mit dem unteren Ballon verschmolzen ist.
Der mittlere Ballon ist vom unteren durch ein Sieb oder ähnliches getrennt, sodass kein festes Material in den unteren Ballon fallen, Gas und Flüssigkeit aber übertreten können. Hier wird festes Material in Stücken oder Spänen eingefüllt.
Anschließend wird der obere Ballon aufgesetzt und bei geschlossenem Hahn mit der passenden Reaktionslösung gefüllt. Da der mittlere Ballon ein geschlossenes System bildet, fließt zunächst nur wenig Flüssigkeit in den unteren Ballon und wird vom Luftdruck daran gehindert, bis in den mittleren Ballon zu steigen.
Die Gasentwicklung lässt sich nun starten, indem man den Hahn öffnet: Die Reaktionslösung steigt jetzt in den mittleren Ballon hoch und bei Kontakt mit dem eingesetzten Feststoff beginnt die chemische Reaktion.
Wird der Sperrhahn geschlossen, so läuft diese zunächst weiter. Das entstehende Gas kann aber nicht mehr entweichen und führt daher zu einer Druckerhöhung im Apparat. Dadurch wird die Flüssigkeit durch den unteren Ballon und das Steigrohr in den oben gelegenen Vorratsbehälter zurückgedrückt. Die Reaktion kommt zum Stillstand, sobald die Flüssigkeit den Feststoff nicht mehr erreicht. Wird der Hahn wieder geöffnet, sinkt der Druck, die Flüssigkeit steigt wieder und bedeckt den Feststoff. Die Reaktion setzt erneut ein und Gas kann entnommen werden.
Voraussetzung für die Nutzung des Kippschen Apparates ist, dass die benutzte Festsubstanz nicht in der benutzten Flüssigkeit löslich ist.

## Beispiele für erzeugbare Gase und ihre Ausgangsstoffe
- Wasserstoff (Zinkspäne und Salzsäure)
- Kohlenstoffdioxid (Marmorstücke und Salzsäure)
- Schwefelwasserstoff (Eisen(II)-sulfid und Salzsäure)
- Schwefeldioxid (Natriumhydrogensulfit und Schwefelsäure)[2]
- Ethin (Calciumcarbid und Wasser)
- Chlor (Salzsäure und Kaliumpermanganat oder Braunstein)
- Chlorwasserstoff (Ammoniumchlorid und Schwefelsäure)
- Ammoniak (Ammoniumsulfat oder Ammoniumchlorid und konzentrierte Natronlauge)